# Liste der Bischöfe von Eichstätt

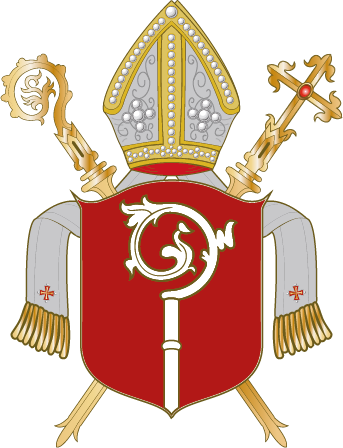
Wappen des Bistums Eichstätt

Die Liste der Bischöfe von Eichstätt enthält eine Übersicht der Bischöfe des Bistums Eichstätt bzw. bis zur Säkularisation 1802 zugleich Fürstbischöfe des Hochstifts Eichstätt.
Das Bistum Eichstätt war und ist neben dem Bistum Bamberg und dem Bistum Würzburg eines der Bistümer im fränkischen Raum im Übergang zu Bayern. Als Suffragandiözese untersteht das Bistum Eichstätt heute dem Erzbistum Bamberg. Bischöfe stammten häufig aus fränkischen und bayerischen Adelsgeschlechtern. Oft gehörten diese auch dem Hochadel an (siehe z. B. Liste hochadeliger Familien in Franken). Die geistliche Karriere begann für die Fürstbischöfe oft als Eichstätter Domherren, aber nicht selten auch in benachbarten Bistümern, wo sie Funktionen als Domherren, Pröpste oder die Mitgliedschaft im Domkapitel innehatten.
Mit der Annahme von Wappen für Adelsfamilien mit beständigem Familiennamen nach einer Stammburg, entstand auch für die Fürstbischöfe eine individuelle Wappenführung. Das individuelle Wappen war in der Regel geviert. Es nahm im Wechsel das Wappen des Bistums und das Familienwappen in sich auf. Das Bistumswappen stellte einen silbernen Bischofsstab auf rotem Grund dar. Spielarten dieses Wappen sind Wappendarstellungen mit einem Herzschild oder eine gepaarte Anordnung der beiden besagten Wappen. Im Zuge der Säkularisation gelangten Anfang des 19. Jahrhunderts auch Bürgerliche zur Bischofswürde. In einer Übergangsphase sprach man ihnen in Bayern den Personaladel zu, Wappendarstellungen wurden unüblich und verloren an Bedeutung. Sofern das fürstbischöfliche Wappen in der Liste nicht gezeigt werden kann, wurde auf das Familienwappen zurückgegriffen, in der Regel aus dem frühen Teil des Scheiblerschen Wappenbuches vom Ende des 15. Jahrhunderts und aus Johann Siebmachers Wappenbuch von 1605.
Eine wesentliche Quelle, insbesondere für die frühe Geschichte des Bistums, ist das Pontifikale Gundekarianum. Es wurde von Bischof Gundekar II. († 1075) angelegt und von seinen Nachfolgern bis zum Ende des 17. Jahrhunderts fortgeschrieben. Bemerkenswert sind die vielen enthaltenen Miniaturmalereien, die, auch rückwirkend bis in die Gründungsphase des Bistums im 8. Jahrhundert, geschichtliche Abläufe veranschaulichen.

## Liste der Bischöfe von Eichstätt
| Nr.   | Bischof                                   | von   | bis   | Beschreibung | Darstellung                                                               | Wappen                                                    |
| ----- | ----------------------------------------- | ----- | ----- | --- | ------------------------------------------------------------------------- | --------------------------------------------------------- |
| 01    | Hl. Willibald                             | 741   | 787?  | Der heiliggesprochene Willibald war ein angelsächsischer Missionar, der zunächst eine Pilgerreise durch Europa bis ins Heilige Land antrat, später hielt er sich im Kloster Montecassino auf. Papst Gregor III. entsandte ihn zur Missionierung Frankens, wo auch Willibalds Bruder Abt Wunibald und Schwester Äbtissin Walburga wirkten. Er war ein Zeitgenosse des Heiligen Sola. Das Bild zeigt Willibald als Werk Gregor Erharts aus dem 16. Jahrhundert. | Statue im Dom zu Eichstätt 16. Jhd.                                       |                                                           |
| 02    | Gerhoh                                    | 787?  | 806?  | Gerhoh wurde vermutlich direkt von Willibald zu dem ihm nachfolgenden Bischof bestimmt. Er zog die Güter des Klosters Heidenheim ein, um das Bistum zu stärken. Die Gründung des Klosters Herrieden fällt in diese Zeit. |                                                                           |                                                           |
| 03    | Agan                                      | 806?  | 822?  | Agan und seine beiden Nachfolger stammten vermutlich auch aus dem einflussreichen bayerischen Grafengeschlecht der Roninger. Wilhelm Störmer und Stefan Weinfurter vertreten die These dieser Herkunft und gehen davon aus, dass Eichstätt zu diesem Zeitpunkt als Hausbistum dieser Familie angesehen werden kann. |                                                                           |                                                           |
| 04    | Adalung                                   | 822?  | 837?  | Adalung erhielt das Diplom von Ludwig dem Frommen und ist in einzelnen Urkunden belegt. Der Heilige und Abt Deocar starb vor 826. |                                                                           |                                                           |
| 05    | Altwin                                    | 837?  | 847?  | Altwin war möglicherweise der Neffe des Regensburger Bischofs Adalwin. Er gestattete um 838/839 dem Diakon Gundram, Verwalter des Klosters Solnhofen die Öffnung des Grabes des Sola, um ihn an eine würdevollere Stelle umzubetten. |                                                                           |                                                           |
| 06    | Otgar                                     | 847?  | 880?  | Otgar war vermutlich der Gozbald folgende Abt des Klosters Niederaltaich. Für seine Verdienste im Kampf gegen die Böhmen erhielt er von Ludwig dem Deutschen Gebiete, die er mit dem Regensburger Bischof Embricho in näher gelegene Gebiete bei Neuburg an der Donau und Egweil vertauschen konnte. Otgar veranlasste die Umbettung der Gebeine der Äbtissin Walburga von der Stiftkirche in Heidenheim zum heutigen Kloster Sankt Walburg Eichstätt. |                                                                           |                                                           |
| 07    | Gottschalk                                | 880?  | 882?  | Gottschalk ist in keinen Urkunden belegt, lediglich das Pontifikale Gundekarianum und der Anonymus von Herrieden zeugen von seiner kurzen Zeit als Bischof. |                                                                           |                                                           |
| 08    | Erchanbald                                | 882?  | 912   | Erchanbald erhielt wohl für seine Unterstützung Arnulfs Besitzungen für das zunächst gering ausgestattete Bistum, darunter auch das Reichsgut Herrieden. Hinzu kamen offenbar auch Babenberger Besitzungen als Folge der Babenberger Fehde, die das benachbarte Bistum Würzburg verwüstete. Eichstätt erhielt eine erste Ummauerung. Der Domkleriker Wolfhard von Herrieden verfasste im Auftrag von Erchanbald ein Martyrologium und ein Buch über die Monheimer Walpurgiswunder. | Darstellung im Pontifikale Gundekarianum 11. Jhd.                         |                                                           |
| 09    | Odalfried                                 | 912   | 933   | Odalfried war Notar von König Ludwig das Kind und Konrad I. Im Streit zwischen Konrad I. und Arnulf dem Bösen wechselte er zur Seite Arnulfs über. Er besaß Eigengüter in Sinzing, die er zu seinem Lebensende zu einem Teil dem Bistum überließ. |                                                                           |                                                           |
| 10    | Starchand                                 | 933   | 966   | Eingesetzt vom bayerischen Herzog Arnulf I. befand sich Starchand später im Gefolge Ottos des Großen. Nach mittelalterlicher Quelle, dem Anonymus von Herrieden, wurde er vom befreundeten Bischof Ulrich von Augsburg bestattet. |                                                                           |                                                           |
| 11    | Reginold                                  | 966   | 991   | Reginold war auf mehreren Synoden im Reich unterwegs. Er erweiterte den Eichstätter Dom und bettete Willibald in einen eigens errichteten Anbau um. Er verfasste Officia, welche sehr früh wegen seiner Gewandtheit in alten Sprachen gerühmt wurden. |                                                                           |                                                           |
| 12    | Megingaud                                 | 991   | 1015? | Megingaud war ein edelfreier Verwandter Heinrichs II. Bei der Gründung des Bistums Bamberg 1007 konnte er sich, anders als der Würzburger Bischof Heinrich I., Gebietsabtretungen verweigern. |                                                                           |                                                           |
| 13    | Gundekar I.                               | 1015? | 1019  | Gundekar I. war der erste Eichstätter Bischof von niederadeliger Herkunft. Seine Ernennung war vermutlich bereits mit der Bedingung verbunden, an das 1007 neugegründete Bistums Bamberg Gebiete abzutreten. Betroffen war der Süden des Radenzgaus, vornehmlich rechts der Pegnitz. | Darstellung im Pontifikale Gundekarianum 11. Jhd.                         |                                                           |
| 14    | Walther                                   | 1020  | 1021  | Walther wurde von Heinrich II. eingesetzt. Nach einer für die Anerkennung des neugegründeten Bistums Bamberg wichtigen Synode folgte er dem Kaiser nach Italien, wo er auf dem Wege bei Ravenna verstarb und in Ravenna bestattet wurde. | Darstellung im Pontifikale Gundekarianum                                  |                                                           |
| 15    | Heribert                                  | 1022  | 1042  | Heribert, der vermutlich die Verlegung des Bischofssitzes nach Neuburg an der Donau erwog, führte in Eichstätt zahlreiche Veränderungen ein. Zu den Bauaktivitäten zählte der Beginn des Neubaus des Eichstätter Domes, die Erneuerung der Stadtummauerung und die Errichtung des Klosters Sankt Walburg. | Darstellung im Pontifikale Gundekarianum                                  |                                                           |
| 16    | Gezemann                                  | 1042  | 1042  | Gezemann war der Bruder des Vorgängers Heribert. Er war nur wenige Monate Bischof. Als Konradiner waren die Brüder Neffen der Bischöfe Heinrich I. von Würzburg und Heribert von Köln und mit dem Abt und Gelehrten Williram von Ebersberg verwandt. | Darstellung im Pontifikale Gundekarianum                                  |                                                           |
| 17    | Gebhard I.                                | 1042  | 1057  | Gebhard I. war mit dem salischen Königshaus kognatisch verwandt und eine wichtige Stütze für Heinrich III. in der Reichspolitik. Als Reichsverweser und ab 1055 als Papst Viktor II. hatte er überregionale Bedeutung. | Darstellung im Pontifikale Gundekarianum                                  |                                                           |
| 18    | Sel. Gundekar II.                         | 1057  | 1075  | Gundekar II. ließ das nach ihm benannte Pontifikale Gundekarianum erstellen, welches von seinen Nachfolgern bis zum Ende des 17. Jahrhunderts fortgeschrieben wurde. In den Einträgen dokumentierte er seine 126 Weihen von Kirchen, etliche auch in den benachbarten Diözesen gelegen. Der Eichstätter Dom wurde von ihm neu errichtet. | Darstellung im Pontifikale Gundekarianum                                  |                                                           |
| 19    | Udalrich I.                               | 1075  | 1099  | Udalrich I. hielt im Investiturstreit zu Kaiser Heinrich IV. Auf den Synoden in Worms 1076 und 1085 sagte er sich von Papst Gregor VII. los und unterstützte den Gegenpapst Clemens II. |                                                                           |                                                           |
| 20    | Eberhard I. Graf von Hildrizhausen        | 1099  | 1112  | Eberhard I. stammte aus dem Geschlecht der Edelfreien von Hildrizhausen. Über seine Mutter Beatrix, einer Tochter Ottos von Schweinfurt, gelangte Besitz um Schweinfurt an das Bistum. Sein Bruder Otto, der erblindete, wurde als Mönch in das Kloster Hirsau aufgenommen. |                                                                           |                                                           |
| 21    | Udalrich II.                              | 1112  | 1125  | Udalrich II. ist vereinzelt auf reichspolitisch bedeutsamen Versammlungen belegt, u. a. bei der Hochzeit von Heinrich V. und Matilda von England. Sein Vater Friedrich I. war Domvogt von Regensburg, stammesverwandt mit der Familie von Bogen. |                                                                           |                                                           |
| 22    | Gebhard II. Graf von Grögling             | 1125  | 1149  | Gebhard II. ist auf mehreren Reichstagen und Synoden nachweisbar. Die Rückführung des Stiftes Heidenheim in ein Kloster brachte noch seine Nachfolger in Bedrängnis. |                                                                           |                                                           |
| [ 1 ] | Walbrun                                   | 1149  | 1149  | Walbrun wurde als Gegenbischof zugleich mit Burchard von einer stauferfreundlichen Minderheit gewählt. Seine Unterstützer im Domkapitel erwarteten auch eine Fortsetzung der Politik seines Vorgängers Gebhard II. Graf von Grögling bezüglich des Klosters Heidenheim. Konrad III. entschied nach seiner Rückkehr vom Zweiten Kreuzzuges zugunsten Burchards. |                                                                           |                                                           |
| 23    | Burchard                                  | 1149  | 1153  | Burchard wurde in schismatischer Wahl von der Mehrheit gewählt und setzte sich gegen den stauferfreundlichen Dompropst Walbrun durch. Seine Politik im Kloster Heidenheim brachte ihn bei Papst Eugen III. in Missgunst und führte mit Zustimmung Friedrich Barbarossas zu seiner Absetzung durch entsandte Legaten. |                                                                           |                                                           |
| 24    | Konrad I. von Morsbach                    | 1153  | 1171  | Konrad I. war Gefolgsmann Friedrich Barbarossas und befand sich oft in seiner Nähe, so war er anwesend bei der Hochzeit mit Beatrix von Burgund und begleitete Friedrich auch nach Italien. Für seine Verdienste erhielt er das Reichsgut Rebdorf, welches zu einer wesentlichen Säule des Hochstiftes wurde. Konrad I. wurde auch in der dortigen Stiftskirche bestattet. |                                                                           |                                                           |
| 25    | Egelolf                                   | 1171  | 1182  | Egelolf erschien kurzfristig im Gefolge Friedrich Barbarossas. Er resignierte aufgrund eines Schlaganfalls 1182 und verstarb 1189. |                                                                           |                                                           |
| 26    | Otto                                      | 1182  | 1196  | Otto hielt wenigstens vier Diözesansynoden ab und weihte laut dem Pontifikale Gundekarianum 105 Kirchen und Altäre. | Darstellung im Pontifikale Gundekarianum                                  |                                                           |
| 27    | Hartwig Graf von Grögling-Dollnstein      | 1196  | 1223  | Hartwig war ein weiterer Bischof aus dem Hause der Grafen von Grögling-Hirschberg. Er befand sich im Gefolge der teils konkurrierenden Könige Philipp von Schwaben, Otto IV. und Friedrich II. Er nahm am Fünften Kreuzzug teil. |                                                                           | Familienwappen                                            |
| 28    | Friedrich I. von Haunstadt                | 1223  | 1225  | Friedrich I. wurde von den Grafen von Grögling-Hirschberg favorisiert, musste sich aber bereits 1223 gegenüber seinem späteren Nachfolger Heinrich I. von Zipplingen behaupten. Trotz Belehnung durch König Heinrich VII. und Bestätigung durch den Mainzer Bischofs Siegfried II. von Eppstein, erklärten Vertreter von Papst Honorius III. die Wahl für ungültig und Friedrich I. verstarb ohne Weihe. |                                                                           |                                                           |
| 29    | Heinrich I. von Zipplingen                | 1225  | 1228  | Burg Mörnsheim verdankt Heinrich I. die erste urkundliche Erwähnung. Der Bischof befand sich auf Reisen mehrfach im Gefolge des Königs Heinrich VII. |                                                                           | Familienwappen nach dem Scheiblerschen Wappenbuch         |
| 30    | Heinrich II. von Dischingen               | 1228  | 1231  | Heinrich II. ist in Quellen wenig belegt. Er war in Opposition bei der Wahl Friedrichs I. von Haunstadt und als Bischof ein Anhänger Ludwigs des Kelheimers. |                                                                           |                                                           |
| [ 1 ] | Hermann von Schillingsfürst               | 1232  | 1232  | Hermann wurde als Gegenbischof zugleich mit Heinrich III. von Ravensburg gewählt, der sich durchsetzte. Die Entscheidung wurde in Verhandlungen in Rom gefunden. |                                                                           |                                                           |
| 31    | Heinrich III. von Ravensburg              | 1232  | 1237  | Heinrich III. stammte aus dem Würzburger Ministerialengeschlecht von Ravensburg. Mehrere Familienmitglieder galten als Hauptverantwortliche für die Ermordung des Würzburger Bischofs Konrad von Querfurt. 1212 versuchte Heinrich III. Bischof Otto I. von Lobdeburg, einem Verwandten Konrads, den Bischofsstuhl streitig zu machen. In einer spannungsreichen Zeit von Gegenkönigen und Gegenbischöfen exkommunizierte er als Eichstätter Bischof den Grafen von Dollnstein-Hirschberg im Ringen um die Landeshoheit. |                                                                           |                                                           |
| 32    | Friedrich II. von Parsberg                | 1237  | 1246  | Friedrich II., der auch als von Beratzhausen bekannt ist, wurde von dem päpstlichen Gesandten Albert Behaim wegen seiner kaiserfreundlichen Haltung exkommuniziert, ebenso das zu ihm stehende Domkapitel. Dennoch überstand er dies unbeschadet. Auch eine Auseinandersetzung mit dem Grafen von Dollnstein-Hirschberg, der ihn sogar vorübergehend aus Eichstätt vertrieb, endete letztlich in Zugeständnissen des Grafen an den Bischof. Das Bild zeigt eine ihm gewidmete Grabplatte vom Ende des 16. Jahrhunderts im Lapidarium des Doms zu Eichstätt. | Grabplatte 16. Jhd.                                                       |                                                           |
| 33    | Heinrich IV. Graf von Württemberg         | 1247  | 1259  | Heinrich IV. aus dem Hause Württemberg war ein treuer Anhänger von Papst Innozenz IV. und unterstützte diesen lokalpolitisch in der Auseinandersetzung mit Kaiser Friedrich II. Die Stadt Eichstätt trat 1256 dem Rheinischen Städtebund bei und verwendete erstmals ein eigenes Stadtsiegel. |                                                                           |                                                           |
| 34    | Engelhard von Dolling                     | 1259  | 1261  | Engelhard nahm Anfang Mai 1261 an der in Mainz von Werner von Eppstein im Auftrag von Papst Alexander IV. abgehaltenen Provinzialsynode teil. Vorrangiger Inhalt war das stark expandierende Reich der Mongolen und die davon ausgehende Bedrohung. Engelhard starb während der Synode und wurde nach einem Nekrolog unbekannter Herkunft vermutlich zunächst auch im Mainzer Dom bestattet. |                                                                           |                                                           |
| 35    | Hildebrand von Möhren                     | 1261  | 1279  | Hildebrand war ein ausdauernder Förderer der Bettelorden. Er erlaubte bereits als Elekt den Dominikanern von Regensburg in der Diözese zu predigen. Er unterstützte das Kloster Schönthal der Augustiner und das Augustinerkloster Nürnberg mit der Gewährung eines Ablasses – ebenso den Bau des Franziskanerklosters Nürnberg. Weitere Begünstigungen erhielten das Franziskanerkloster Ingolstadt und das Dominikanerkloster Eichstätt. |                                                                           |                                                           |
| 36    | Reinboto von Meilenhart                   | 1279  | 1297  | Reinboto gelang die weitere Abrundung des Territoriums des Hochstiftes durch mehrere Erwerbungen und Verkauf entfernterer Besitzungen. |                                                                           |                                                           |
| 37    | Konrad II. von Pfeffenhausen              | 1297  | 1305  | Konrad II. war zunächst nicht nur als Domherr in Eichstätt tätig, sondern auch Regensburger Domherr und Mitarbeiter in der Kanzlei von Ludwig dem Strengen. Vogt Gebhardt VI. von Hirschberg vermachte große Teile seiner Grafschaft dem Hochstift, was aber auch die Übernahme von Schulden und Verhandlungen über Ansprüche der benachbarten Herrscher mit sich brachte. | Grabdenkmal im Eichstätter Dom                                            |                                                           |
| 38    | Johann I. von Straßburg                   | 1305  | 1306  | Johann I. wurde vom Domkapitel ausgewählt, der als Kanzler Albrechts enge Beziehungen zum König hatte. Er sollte das Hirschberger Erbe für das Hochstift sichern. Im Rahmen der Verhandlungen um die Kaiserkrönung in Lyon, wurde er von Papst Clemens V. aber zum Bischof von Straßburg ernannt. | Darstellung im Pontifikale Gundekarianum                                  |                                                           |
| 39    | Philipp von Rathsamhausen                 | 1306  | 1322  | Philipp stammte aus elsässischem Adel und war Abt des Klosters Pairis. Als Begleiter und Berater deutscher Könige findet man ihn auf Reisen innerhalb Europas und wichtigen Versammlungen von reichspolitischer Bedeutung. Trotz territorialer Erfolge, vor allem der Integration des Hirschberger Besitzes, nahm die Schuldenlast des Bistums zu. | Darstellung im Pontifikale Gundekarianum                                  | Familienwappen nach Siebmachers Wappenbuch                |
| 40    | Marquard I. von Hagel                     | 1322  | 1324  | Marquard I. gründete schon als Domherr das Kollegiatstift Unsere Liebe Frau in Eichstätt. Bereits seit 1316 war er Administrator im Bistum. Er trug dazu bei, dass das Hochstift sich zu einem geschlossenen Territorium formte und ließ das erste Lehenbuch erstellen. |                                                                           |                                                           |
| 41    | Gebhard III. Graf von Graisbach           | 1324  | 1327  | Als letzter der Familie der Grafen von Lechsgemünd-Graisbach war Gebhard III. ein treuer Anhänger Ludwigs dem Bayern und nahm sogar die Exkommunikation durch Papst Johannes XXII. auf sich. Auf seinem Italienfeldzug salbte er Ludwig zum König der Lombardei. Er starb an einer pestartigen Krankheit vor den Toren der belagerten Stadt Pisa und wurde im Kloster Chiesa di San Frediano bestattet. |                                                                           | Familienwappen                                            |
| 42    | Friedrich III. Landgraf von Leuchtenberg  | 1328  | 1329  | Friedrich III. wurde als Abt des Klosters Ebrach von Papst Johannes XXII. zum Bischof ernannt, aber von der Bevölkerung abgewiesen. Er wählte notgedrungen Burg Holnstein bei Berching zu seinem Aufenthaltsort, wo er auch starb. Er wurde in der Gruft der Landgrafen von Leuchtenberg in der Klosterkirche Waldsassen bestattet. Im 16. Jahrhundert berichteten noch Kaspar Brusch und Wiguleus Hund von seinem Grab. | Darstellung im Pontifikale Gundekarianum                                  | Familienwappen nach dem Scheiblerschen Wappenbuch         |
| 43    | Heinrich V. Schenk von Reicheneck         | 1329  | 1344  | Die Zeit Heinrichs V. war geprägt vom Streit zwischen Ludwig dem Bayern und den Päpsten Johannes XXII. und Benedikt XII. (siehe auch Kurverein von Rhense). Sein Onkel Werntho Schenk von Reicheneck war zunächst zeitgleich Elekt des Bistums Bamberg. |                                                                           |                                                           |
| 44    | Albrecht I. von Hohenfels                 | 1344  | 1353  | Albrecht I. hat keine Weihe zum Bischof erhalten und signierte selbst stets als Elekt. Mit der Wahl von Berthold von Zollern 1351 durch das Domkapitel begann der Rückzug von Albrecht I., der 1353 endgültig abgefunden wurde. Er starb 1355. |                                                                           |                                                           |
| 45    | Berthold von Zollern                      | 1351  | 1365  | Berthold stammte aus dem Geschlecht der Zollern der benachbarten Burggrafschaft Nürnberg. Auch mit seinem Bruder Friedrich als Bischof von Regensburg stieg der Einfluss der Familie in der Region. Berthold hatte zunächst eine Karriere als Landkomtur von Franken im Deutschen Orden eingeschlagen. Ab 1351 übernahm er schrittweise Aufgaben seines Vorgängers Albrecht I. von Hohenfels, der sich 1353 endgültig zurückzog. | Mittelalterliches Votivbild in der Klosterkirche Heilsbronn               | Familienwappen nach dem Scheiblerschen Wappenbuch         |
| 46    | Raban Truchseß von Wilburgstetten         | 1365  | 1383  | Raban stieg im gesetzten Alter von 70 Jahren zum Bischof auf. Neben diversen Landfriedensbündnissen machte er sich wegen der Konsolidierung der Finanzen des Bistums verdient. | Darstellung im Pontifikale Gundekarianum                                  | Familienwappen nach dem Scheiblerschen Wappenbuch         |
| 47    | Friedrich IV. Graf von Oettingen          | 1383  | 1415  | Unter Friedrich IV. wurden die Bauarbeiten am Eichstätter Dom abgeschlossen, so dass dieser 1396 wieder eingeweiht werden konnte. | Darstellung im Pontifikale Gundekarianum                                  | Familienwappen nach dem Scheiblerschen Wappenbuch         |
| 48    | Johann II. von Heideck                    | 1415  | 1429  | Johann II. engagierte sich mit religiöser Überzeugung in den Hussitenkriegen. Zunächst Gegner des bayerischen Herzog Ludwig VII. handelte er im Bayerischen Krieg auf Drängen des Königs einen Waffenstillstand unter den verfeindeten Parteien aus. Aufgrund sparsamer Politik wurde das Bistum schuldenfrei und frei von Verpfändungen. | Grabdenkmal im Dom                                                        | Familienwappen nach Scheiblers Wappenbuch                 |
| 49    | Albrecht II. von Hohenrechberg            | 1429  | 1445  | Die Auseinandersetzungen mit den Hussiten setzten sich unter Albrecht II. fort. Er veräußerte Enklaven seines Besitzes und erwarb neue Burgen bzw. verstärkte bestehende Befestigungen. | Der Bischof auf einem späteren Epitaph (1552)                             | Familienwappen nach Siebmachers Wappenbuch                |
| 50    | Johann III. von Eych                      | 1445  | 1464  | Johann III. hat als humanistischer Reformer von Klöstern, auch über die Bistumsgrenzen hinaus, Bedeutung erlangt. Er stand u. a. in Kontakt mit Gelehrten wie Albrecht von Eyb oder Hartmann Schedel. Das Bistum selbst wurde verwickelt in die zahlreichen Auseinandersetzungen von Albrecht Achilles und Ludwig dem Reichen. | Darstellung im Pontifikale Gundekarianum                                  | Wappendarstellung am Grabdenkmal                          |
| 51    | Wilhelm von Reichenau                     | 1464  | 1496  | Wilhelm machte sich den aufkommenden Buchdruck zunutze, um christliche Schriften in Umlauf zu bringen. Er ist, entgegen so mancher schlecht dokumentierter Epoche, in zahlreichen Einzelaktivitäten beurkundet, darunter hat er in lokalen Konflikten vermittelt und war auf diplomatischen Reisen in Europa unterwegs. | Darstellung im Pontifikale Gundekarianum                                  | Familienwappen nach Siebmachers Wappenbuch                |
| 52    | Gabriel von Eyb                           | 1496  | 1535  | Nach zwei Jahrzehnten ruhigen Wirkens als Bischof in der Gabriel auch namhafte lokale Künstler, wie Loy Hering oder Lucas Cranach der Jüngere beschäftigen konnte, war seine Zeit als Bischof dennoch geprägt von den gesellschaftlichen Umbrüchen, die die Reformation und der Bauernkrieg mit sich brachten. Er stand im Kontakt mit Johannes Eck, einem der frühen Kritiker Martin Luthers. Die Aufstände der Bauern wurden im westlichen Hochstift vom Ansbacher Markgrafen niedergerungen. | Epitaph im Dom zu Eichstätt                                               | Bischöfliches Wappen auf einem Wappenstein                |
| 53    | Christoph Marschall von Pappenheim        | 1535  | 1539  | Christoph stammte aus der Familie von Pappenheim, die mit Georg von Pappenheim als Bischof von Regensburg oder mit Matthäus von Pappenheim in der Region in hohe geistliche Ämter gelangte. | Der Bischof auf seinem Epitaph im Dom                                     | Bischofswappen von seinem Epitaph im Dom                  |
| 54    | Moritz von Hutten                         | 1539  | 1552  | Moritz setzte sich mit den Folgen der Reformation für das Bistum auseinander. Die Zahl seiner Pfarreien war auf rund ein Drittel zusammengeschmolzen. Er bekämpfte einerseits die weitere Ausbreitung des Luthertums, andererseits ging er auch gegen die Missstände innerhalb seiner Kirche vor. | Ausschnitt aus dem Hohenrechberg-Epitaph                                  | Bischofswappen auf dem Hohenrechberg-Epitaph              |
| 55    | Eberhard II. von Hirnheim                 | 1552  | 1560  | Eberhard II. stammte aus dem schwäbischen Adelsgeschlecht der von Hürnheim, die wenig später noch im 16. Jahrhundert erlosch. |                                                                           | Bischofswappen auf seinem Epitaph im Dom                  |
| 56    | Martin von Schaumberg                     | 1560  | 1590  | Als Martin Bischof wurde, waren zwei Drittel des Diözesangebietes protestantisch geworden. Um Veränderungen herbeizuführen gründete er 1564 das Collegium Willibaldinum. Fortschrittlich war auch die Einführung des Gregorianischen Kalenders Anfang 1583. Auf der Willibaldsburg nahm er umfangreiche Baumaßnahmen vor. Im Eichstätter Dom findet sich bis heute sein manieristischer Epitaphaltar. | Darstellung auf dem Epitaphaltar                                          | Bischöfliches Wappen in Schloss Hirschberg                |
| 57    | Kaspar von Seckendorff                    | 1590  | 1595  | Kaspar stammte aus dem fränkischen Adelsgeschlecht der Seckendorff. Zu seinem Lebensende stand ihm sein Nachfolger Johann Konrad von Gemmingen als Koadjutor zur Seite. | Darstellung auf der Grabplatte                                            | Familienwappen nach Siebmachers Wappenbuch                |
| 58    | Johann Konrad von Gemmingen               | 1595  | 1612  | Johann Konrad stand bereits seit 1593 seinem Vorgänger Kaspar von Seckendorff als Koadjutor zur Seite. Er gilt als vorsichtiger und pragmatischer Politiker, der mit Rücksicht auf seine Nachbarn nicht der Katholischen Liga beitrat. Als Förderer der Künste ist die von ihm in Auftrag gegebene Prunkmonstranz legendär und Bekanntheit erlangten auch die von ihm angelegten Gärten in Eichstätt. | Darstellung auf einem Gemälde                                             | Familienwappen nach dem Scheiblerschen Wappenbuch         |
| 59    | Johann Christoph von Westerstetten        | 1612  | 1637  | Johann Christoph war zunächst Fürstpropst von Ellwangen (1603–1613). Als Bischof im Dreißigjährigen Krieg beschäftigten ihn die Zerstörungen des Krieges, so der 1634 von den Schweden gelegte Stadtbrand. Er zählt zu den berüchtigten fränkischen Hexenbischöfen. | Darstellung auf der Grabplatte                                            | Familienwappen nach Siebmachers Wappenbuch                |
| 60    | Marquard II. Graf Schenk von Castell      | 1637  | 1685  | Marquard II. machte sich mit dem Wiederaufbau nach dem Dreißigjährigen Krieg verdient und leitete auch eine innere Neuordnung ein. | Darstellung auf einem Gemälde                                             | Familienwappen nach Siebmachers Wappenbuch                |
| 61    | Johann Euchar Graf Schenk von Castell     | 1685  | 1697  | Mit Johann Euchar kam ein weiteres Familienmitglied der Schenken von Castell auf den Bischofsstuhl. Mit weiteren wichtigen Bauaufträgen versuchte der Bischof auch wirtschaftliche Impulse zu setzen. Seine Zeit war überschattet von einer langjährigen Krankheit, der er schließlich erlag. |                                                                           |                                                           |
| 62    | Johann Martin von Eyb                     | 1697  | 1704  | Johann Martin legte neue Richtlinien für die klerikale Ausbildung fest. Im Spanischen Erbfolgekrieg musste er vor den Franzosen ins Kloster Herrieden und weiter auf die Festung Forchheim fliehen. | Darstellung auf einem Kupferstich                                         | Bischöfliches Wappen am Westflügel der Residenz Eichstätt |
| 63    | Johann Anton I. Knebel von Katzenelnbogen | 1705  | 1725  | Johann Anton I. führte ein luxuriöses Leben im Stil eines absolutistischen Herrschers und brachte durch eine korrupte Verwaltung das Bistum in finanzielle Schieflage. Er förderte andererseits auch das kulturelle Leben, sei es durch die Hofmusik, den Ausbau der Hofbibliothek oder die Errichtung barocker Prachtbauten. |                                                                           | Wappendarstellung in Eichstätt                            |
| 64    | Franz Ludwig Freiherr Schenk von Castell  | 1725  | 1736  | Franz Ludwig erneuerte die Hochstiftsverwaltung. Er veranstaltete ausladende Hoffeste und Hofjagden. |                                                                           | Bischöfliches Wappen                                      |
| 65    | Johann Anton II. Freiherr von Freyberg    | 1736  | 1757  | In die Zeit des Johann Anton II. fiel die Jahrtausendfeier des Bistums im September 1745. Zu diesem Anlass wurde der Willibaldsaltar im Eichstätter Dom im Rokoko-Stil errichtet. | Darstellung auf einem Gemälde                                             | Fürstbischöfliches Wappen in Eichstätt                    |
| 66    | Raymund Anton Graf von Strasoldo          | 1757  | 1781  | Raymond Anton stammte aus dem Uradel von Friaul und wurde am kaiserlichen Hof in Wien erzogen. Mit seiner Ernennung positionierte sich Eichstätt im Siebenjährigen Krieg auf Seiten Österreichs. Aufgrund von Missernten ließ der Bischof Getreide importieren und vergünstigt auch den Armen zukommen. Sein diesbezügliches soziales Engagement war für seine Zeit ausgesprochen bemerkenswert. | Darstellung auf einem Gemälde von Johann Michael Franz                    | Bischöfliches Wappen in Schloss Hirschberg                |
| 67    | Johann Anton III. Freiherr von Zehmen     | 1781  | 1790  | Johann Anton III. stammte aus dem meißnisch-sächsischen Geschlecht der von Zehmen. Sein Epitaphaltar ziert heute noch den Eichstätter Dom. Er führte eine aufgeklärte Reform im Fürstentum Eichstätt durch die den Abbau der Staatsschulden umfasste, die Verbesserung der Verwaltung zum Ziel hatte, Industrie und Landwirtschaft effektiver gestaltete, reformierte die Armenfürsorge und das Schulwesen, führte eine Brandschutzversicherung ein. Johann Anton III von Zehmen galt wegen seines hohen Alters und Gebrechlichkeit nach erfolgter Wahl als Kompromiss- bzw. Übergangskandidat. An den Skeptikern habe sich Zehmen dadurch „gerächt“, - so drückte es Franz Xaver Heinrichmayer, einer seiner Biographen, aus – dass er „seine Regierungsjahre nur mit guten Thaten und mit so vielen herrlichen Einrichtungen auszeichnete“. | Plastik des Epitaphaltars des Bischofs                                    | Wappendarstellung am Epitaph                              |
| 68    | Joseph Graf von Stubenberg                | 1791  | 1824  | Unter Joseph wurde das Hochstift 1802 säkularisiert. Er war somit der letzte Fürstbischof und anschließend bis 1824 Apostolischer Administrator sowie zugleich Erzbischof von Bamberg (1818–1824). | Darstellung auf einem Silbertaler von 1796                                | Bischöfliches Wappen auf der Münzrückseite                |
| 69    | Petrus Pustet                             | 1824  | 1825  | Petrus stammte aus der Verleger- und Druckerfamilie Pustet, er war Onkel des Friedrich Pustet, dem Gründer der Friedrich Pustet KG. Im Augustiner-Chorherrenstift Rohr begann seine kirchliche Laufbahn und er wurde dessen letzter Propst. Er starb bereits im Jahr nach seiner Ernennung zum Bischof. | Darstellung auf einem Gemälde                                             | Wappendarstellung am Grabdenkmal                          |
| 70    | Johann Friedrich Oesterreicher            | 1825  | 1835  | Johann Friedrich war zunächst Titularbischof von Doryla (1823–1825) und Weihbischof von Bamberg. | Darstellung auf einem Gemälde                                             |                                                           |
| 71    | Johann Martin Manl                        | 1835  | 1835  | Johann Martin war hauptsächlich Bischof von Speyer (1827–1835). Dort berief er Franz Xaver Remling zum Domvikar und zu seinem Sekretär, der sich als Historiker auch mit der jüngsten Kirchengeschichte befasste. Durch zunehmende innere Differenzen wurde Johann Martin die Versetzung nach Eichstätt gewährt, wo er aber nach nur wenigen Monaten verstarb. | Darstellung auf einem Gemälde                                             |                                                           |
| 72    | Karl August Graf von Reisach              | 1836  | 1846  | Karl August verfolgte mit Unterstützung des bayerischen Innenministers Karl von Abel eine ultramontan ausgerichtete Kirchenpolitik. Nach seiner Eichstätter Zeit war er Erzbischof von München und Freising (1846–1856) und wurde schließlich von Papst Pius IX. zum Kurienkardinal ernannt und somit nach Rom berufen. Er starb 1869. | Darstellung auf einem Gemälde                                             |                                                           |
| 73    | Georg von Oettl                           | 1846  | 1866  | Georg unterrichtete die Kinder des bayerischen Königs Ludwig I. und genoss das Vertrauen der Königsfamilie. Er trug zu einer einvernehmlichen Lösung im Konflikt um die sogenannten „Mischehen“ bei. Er war Träger zahlreicher Auszeichnungen. | Fotografie des Bischofs                                                   | Wappen auf seinem Gedenkstein im Boden im Eichstätter Dom |
| 74    | Franz Leopold Freiherr von Leonrod        | 1867  | 1905  | Franz Leopold nahm Studenten anderer Bistümer auf, in denen der Kulturkampf offen ausgebrochen war. Er besuchte alle Pfarreien des Bistums mehrfach persönlich. | Fotografie des Bischofs                                                   | Familienwappen nach Siebmachers Wappenbuch                |
| 75    | Johannes Leo von Mergel                   | 1905  | 1932  | Johannes Leo war zunächst Abt des Benediktinerklosters Metten. Er erhielt 1906 den bayerischen Personaladel. Das Bild zeigt ihn auf einem Totenzettel. | Fotografie des Bischofs                                                   |                                                           |
| 76    | Konrad Graf von Preysing                  | 1932  | 1935  | Nach seiner Zeit als Bischof von Eichstätt war er Bischof von Berlin (1935–1950). Das Bild zeigt ihn auf einer Briefmarke der Deutschen Bundespost Berlin. | Darstellung auf einer Briefmarke der Deutschen Bundespost Berlin von 1980 | Familienwappen nach Siebmachers Wappenbuch                |
| 77    | Michael Rackl                             | 1935  | 1948  | Michael verteidigte christliche Standpunkte gegenüber der nationalsozialistischen Ideologie. Zum Kriegsende sorgte er sich um die Integration Heimatvertriebener, er bot vielen vertriebenen Priestern Arbeit in der Diözese. | Fotografie des Bischofs                                                   | Wappen                                                    |
|       | Ludwig Bruggaier                          |       |       | Kapitularvikar, zuvor Generalvikar und Ordinariatsdirektor |                                                                           |                                                           |
| 78    | Joseph Schröffer                          | 1948  | 1967  | Joseph wechselte nach seiner Zeit als Eichstätter Bischof 1967 als Sekretär der Kongregation für das Katholische Bildungswesen an die römische Kurie über und wurde 1968 zum Titularerzbischof von Volturnum ernannt und 1976 zum Kardinal kreiert. Als Bischof gründete er das St. Gundekar-Werk, um den sozialen Wohnungsbau voranzutreiben und eine Ansiedlung Heimatvertriebener zu fördern. |                                                                           | Kardinalswappen (Schild mit Bischofswappen identisch)     |
|       | Alois Brems                               | 1967  | 1968  | Kapitularvikar und zuvor Generalvikar |                                                                           |                                                           |
| 79    | Alois Brems                               | 1968  | 1983  | Nach seinem Rücktrittsgesuch war Alois Brems 1983 Apostolischer Administrator. Er starb 1987. |                                                                           |                                                           |
| 80    | Karl Braun                                | 1984  | 1995  | In seiner Zeit als Eichstätter Bischof war Braun Großkanzler der Katholischen Universität Eichstätt. Er war anschließend Erzbischof von Bamberg (1995–2001). Für seine Arbeit erhielt er den Verdienstorden der Bundesrepublik Deutschland und den Bayerischen Verdienstorden. | Bischof Karl Braun                                                        | Wappendarstellung in Eichstätt                            |
|       | Josef Lederer                             | 1995  | 1996  | Diözesanadministrator, Dompropst und Mitglied des Bayerischen Senats. |                                                                           |                                                           |
| 81    | Walter Mixa                               | 1996  | 2005  | Walter Mixa war von 2005 bis 2010 Bischof von Augsburg. Von 2000 bis 2010 hatte er auch das Amt des deutschen Militärbischofs inne. Er war der zweite Großkanzler der Katholischen Universität Eichstätt-Ingolstadt. | Fotografie des Bischofs                                                   | Wappendarstellung in Eichstätt                            |
|       | Johann Limbacher                          | 2005  | 2006  | Diözesanadministrator, Dompropst und zuvor Generalvikar |                                                                           |                                                           |
| 82    | Gregor Maria Hanke                        | 2006  | 2025  | Mit der Ernennung des Benediktinerabtes Gregor Maria Hanke setzte sich die Tradition fort, dass mit kurzen Unterbrechungen immer ein Bistum im Bereich der Bayerischen Bischofskonferenz mit einem Benediktiner besetzt ist. Hanke war der dritte Großkanzler der Katholischen Universität Eichstätt-Ingolstadt und der letzte der dieses Amt in Personalunion führte. Am 30. September 2010 übertrug er dieses Amt an den Vorsitzenden der Freisinger Bischofskonferenz. |                                                                           |                                                           |
|       | Alfred Rottler                            | 2025  |       | Diözesanadministrator, Dompropst des Eichstätter Domkapitels. |                                                                           |                                                           |

## Siehe auch

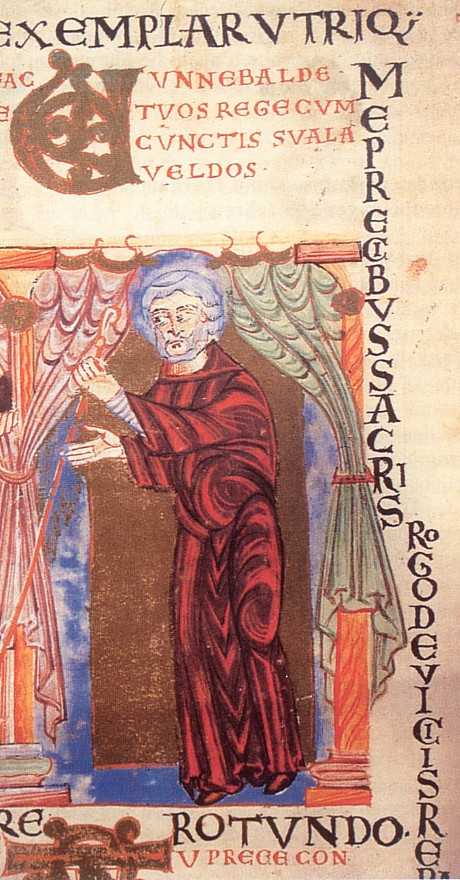
Abt Wunibald, Abbildung aus dem Gundekarianum

### Fachliteratur
- Benno Baumbauer: Die Kirche von Eichstätt unter Fürstbischof Wilhelm von Reichenau 1464–1496. Selbstverständnis und visuelle Repräsentation eines spätmittelalterlichen Hochstifts. (Studia Jagellonica Lipsiensia 21). Wien / Köln / Weimar 2021.
- Franz Heidingsfelder: Die Regesten der Bischöfe von Eichstätt (bis zum Ende der Regierung des Bischofs Marquart von Hagel 1324). Palm & Enke Erlangen 1938.
- Klaus Kreitmeir: Die Bischöfe von Eichstätt. Verlag der Kirchenzeitung Eichstätt, Eichstätt 1992.
- Alfred Wendehorst: Das Bistum Eichstätt. Band 1: Die Bischofsreihe bis 1535. Reihe: Germania Sacra – Neue Folge 45. Berlin 2006, ISBN 978-3-11-018971-1.

### Historische Quellen
- Das „Pontifikale Gundekarianum“. Faksimile-Ausgabe des Codex B 4 im Diözesanarchiv Eichstätt. Zwei Bände., Faksimile-Band, 46 × 37 cm, 82 S., davon 37 farbig, Kommentarband mit Beiträgen von Brun Appel, Andreas Bauch, Walter Dürig, Johann Konrad Eberlein, Monika Fink-Lang, Helmut Flachenecker, Hermann Hauke, Dietmar von Hübner, Klaus Kreitmeir, Ernst Reiter und Stefan Weinfurter, Bibliographie von Maria Mengs, 28 × 20 cm, 199 S. mit 9 Abbildungen und 1 Frontispiz, Verlag Reichert 1987.